# Wilhelm Müller (Ruderer)
Wilhelm „Willy“ Müller war ein Schweizer Ruderer.

## Biografie
Wilhelm Müller wurde zusammen mit Edouard Schädeli und Steuermann Fernand Eggenschwyler 1926 Europameister im Zweier mit Steuermann. Seinen zweiten Europameistertitel gewann er 1931 in Paris zusammen mit Ernst Bühler und Gustav und Paul Wachtel im Vierer ohne Steuermann. Neben drei weiteren EM-Medaillen (zwei Silber- und eine Bronzemedaille) nahm Müller auch an den Olympischen Sommerspielen 1928 in Amsterdam teil. In der Zweier ohne Steuermann-Regatta schied er mit Alois Reinhard jedoch in der zweiten Runde aus.